# Your Time Is Gonna Come
"Your Time Is Gonna Come" é uma canção da banda britânica de rock Led Zeppelin, contida em seu álbum de estreia Led Zeppelin, de 1969. Foi lançada como a quinta faixa do disco e foi composta pela dupla Jimmy Page e John Paul Jones, tendo sido gravada em outubro de 1968. Foi produzida por Page junto a Atlantic Records, e composta nos gêneros de rock e rhythm and blues (R&B) com quatro minutos e trinta e três segundos de duração.
As letras dizem respeito uma menina infiel quem vai pagar o preço por seus caminhos enganosos. O trecho "Um dia destes, e não vai demorar muito / Você vai olhar para mim, mas, querida, eu vou embora" cita Ray Charles na canção "I Believe to My Soul", mostrando que Robert Plant tinha afinidade com o R&B. É a canção mais pop do disco, apresentado o John Paul Jones tocando órgão junto de Page, que usa um pedal steel guitar — um instrumento que ele tinha pego no estúdio naquela época e começou a tocar.
O desempenho desta canção só ficou conhecido em shows do Led Zeppelin em um período curto durante um show em Tóquio, em 24 de setembro de 1971, durante os medleys de "Whole Lotta Love", dos quais há uma gravação pirata. O nome da versão pirata é Light and Shade.
Jimmy Page tocou "Your Time Is Gonna Come" na sua turnê com o The Black Crowes, em 1999. Uma versão da música interpretada por Page e The Black Crowes está no álbum Live at the Greek.
Slash, o ex-guitarrista do Guns N' Roses, disse que "Your Time Is Gonna Come" é a sua canção favorita do Led Zeppelin. O produtor Rick Rubin observou: "É como se a bateria estivesse tocando uma grande canção de rock enquanto as guitarras estão tocando uma canção folclórica suave. E tem um dos refrões mais otimistas de qualquer música do Led Zeppelin, mas as palavras são tão sombrias."

## Créditos
- Robert Plant - vocais
- Jimmy Page - guitarra
- John Paul Jones - órgão, baixo
- John Bonham - bateria